# Oregoni Állami Egyetem Bölcsészettudományi Főiskola

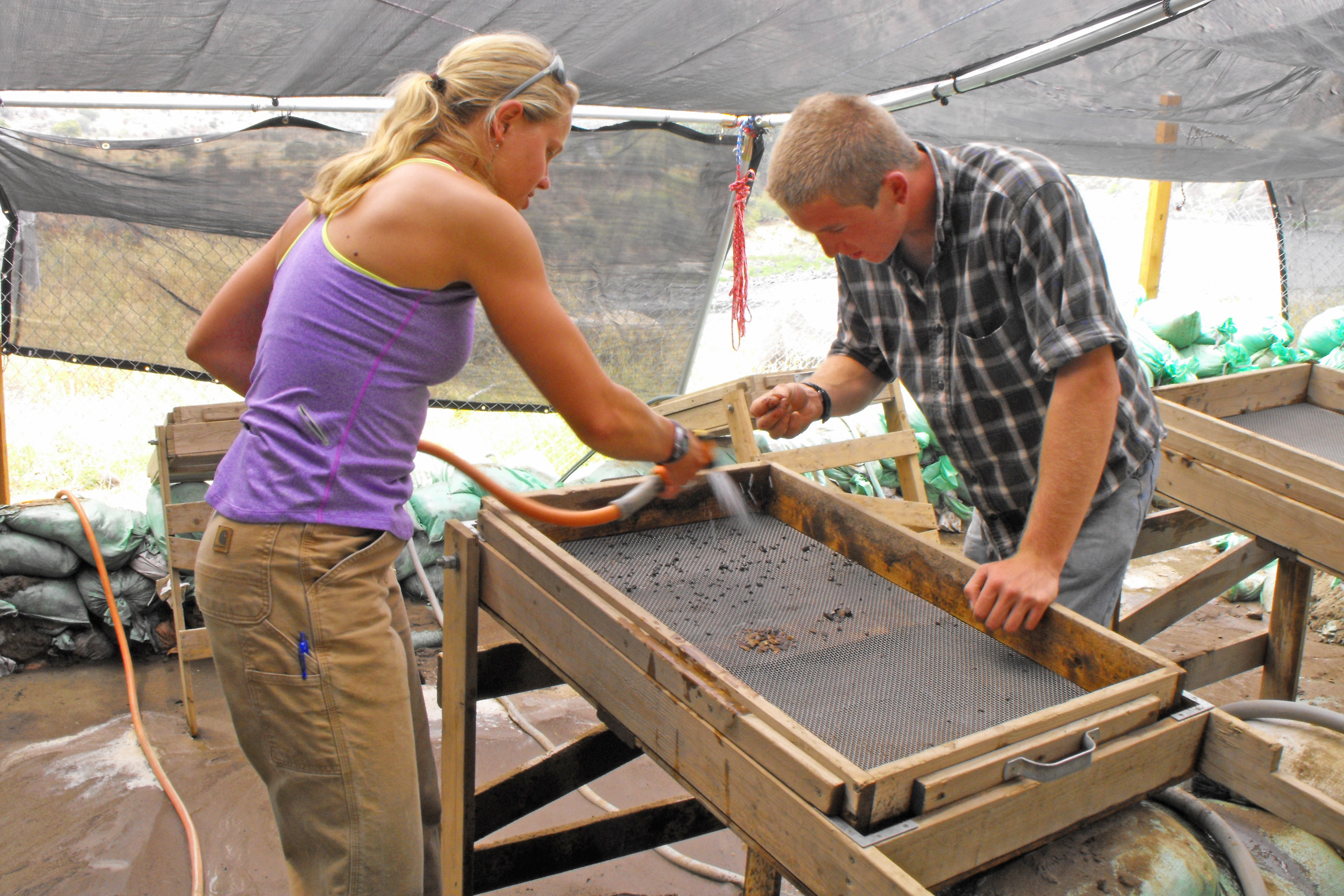
Idahói ásatás

Az Oregoni Állami Egyetem Bölcsészettudományi Főiskolája az Amerikai Egyesült Államok Oregon államának Corvallis városában található, de a Cascades campuson és online is zajlik oktatás. 2023-ban több mint 4500 hallgatója volt.

## Története
Az első főiskolai szintű bölcsészettudományi kurzus 1865-ben indult. A Beaver újságot 1896-ban alapították, 1919-ben College Barometerre nevezték át. Az újságírói képzést 1913-ban, a zenei tanszéket 1901-ben alapították. Két év múlva megnyílt a művészeti tanszék.
Az 1900-as évek elején az ipari forradalom miatt a hangsúly a tudományos képzésekre került át, és 1914-től a bölcsészettudományi szakok jelentősége csökkent. Egyes bölcsészettudományi kurzusokat 1919-től a mezőgazdasági főiskola szolgáltatási divíziója, majd 1922-től a bölcsészettudományi intézete indított. Az 1918-ban indult ipari újságírói képzés keretében a hallgatók gyakorlatukat a mezőgazdasági közlönyöknél töltötték. Az 1920-as évek elején a College Barometert The Daily Barometerre nevezték át. 1920-ban Charles B. Mitchel megalapította a beszédtudományi és színházi tanszékeket, valamint az állam első közrádióját, a KFDJ-t, melynek első átjátszóját Jacob Jordan fizikaprofesszor építette 1923-ban. 1925-ben a rádió hívójele KOAC-re módosult.
A nagy gazdasági világválság miatt az 1930-as években az újságírói tanszék megszűnt, de kurzusait más intézetek átvették. A második világháborúban a mezőgazdasági és mérnökhallgatók bevonulásával a bölcsészettudományi képzések újra népszerűek lettek; a háború után a visszatérő veteránok közül is sokan ezekre iratkoztak be.
1957-ben megalakult a KOAC tévéadója, 1965-ben pedig műsorszóró képzést indítottak.
1959-ben A. L. Strand leendő rektor elindította az első bölcsészet- és társadalomtudományi képzéseket, 1961-ben pedig ezeket intézetbe szervezték. 1965-ben megalakult az angol nyelvi, 1966-ban pedig a közgazdasági, történelmi, politikatudományi és Oroszország-tanulmányi tanszék. 1969-ben létrehozták az antropológiai és műszaki újságírási tanszékeket. Az 1973-ban létrejött bölcsészettudományi iskola első dékánja Gordon Gilkey lett.
1971-ben a KOAC lett az Oregoni Oktatási és Közszolgáltatási Műsorszóró Szolgálat székhelye, 1979-ben pedig a National Public Radio partnere lett. A KOAC hírszolgálatának vezetője Richard Weinman, a média tanszék igazgatója lett. 1981-ben létrejött az Oregon Public Broadcasting, ezzel az állami műsorszóró székhelye Portlandbe került át, a KOAC pedig 2009-ben megszűnt. Az adó két Peabody-díjat kapott.
1988-ban kommunikációs mesterképzés indult. Az első doktori fokozatokat az 1930-as években bocsátották ki.

### Forráselvonások
1990-ben az ingatlanadó csökkentése miatt több közoktatási intézmény finanszírozása csökkent, valamint az OSU több bölcsészettudományi képzését is a megszűnés fenyegette. Az Oregoni Egyetem igazgatótanácsa hetven éven át próbálta elérni az OSU újságírói és műsorszórói képzésének megszűnését, mert szerintük azok saját szakjaik duplikátumai. 1991-ben mindkét szak és a vallástudományi képzés is megszűnt. Az OSU költségvetése egy év alatt 117-ről 102 millióra csökkent. A megszüntetett újságírói képzés a leggyorsabban növekvő volt.
2018-ban újraindult a vallástudományi képzés, valamint alkalmazott újságírói minorszak indult.

### Bővítés
A Patricia Valian Reser adományozóról elnevezett, 75 millió dolláros művészeti központot 2024-ben adták át. A százfős koncerttermet és galériákat is tartalmazó központot az állam minden művészeti hallgatója és közoktatási intézmények is használhatják.

### Dékánok
- Gordon Gilkey (1973–1977)
- David J. King (1978–1982)
- Bill Wilkins (1982–1994)
- Kay Schaffer (1994–2007)
- Larry Rogers (2008–2024)
- Philip Williams (2024–)

## Szervezeti felépítés
- Interdiszciplináris Tanulmányok Tanszéke
- Írás, Irodalom és Film Tanszék
- Képző-, Előadó-művészeti és Grafikai Tanszék
- Kommunikációs Tanszék
- Közpolitikai Tanszék
- Nyelvi, Kulturális és Társadalmi Tanszék
- Pszichológiai Tanszék
- Történelmi, Filozófiai és Vallási Tanszék

## Rangsorok
Az intézmény négy campuson 66 szakot kínál. A U.S. News & World Report a pszichológiai képzést 2023-ban az ország legjobbjaként minősítette; a hallgatók öt százaléka tanul a szakon, ezzel az az egyetem harmadik legnagyobbika. Az online képzéseket a tíz legjobb közé sorolták. Az Onlinemastersdegrees.com a közpolitikai képzést 2023-ban az ország harmadik legjobbjaként minősítette.

## Díjak
- Peter Strong, SPJ kiválóságdíj (sportfotó, 1996)[74]
- A The Daily Barometer szerkesztősége, Associated College Press véleménycikk-díj (2014)[75]
- KBVR-FM, az Intercollegiate Broadcasting System díja (a tízezer hallgatónál nagyobb egyetemek legjobb rádióadója, 2014)[76]
- The Daily Barometer, országos hallgató díj (2017)[77]
- Alan Nguyen, országos grafikai díj (2022)[78]

## Nevezetes személyek

### Hallgatók
- Brad Avakian, szenátor[79]
- Brent Barry, kosárlabdázó[80]
- Carl Salser, író[81]
- Cathy Marshall, hírolvasó[82]
- Chris Johns, a National Geographic Magazine főszerkesztője[83]
- Christopher Howell, költő[84]
- David Gilkey, fotóművész[85]
- Deborah Reed, író[86]
- Ernest H. Taves, pszichiáter[87]
- Frank Morse, szenátor[88]
- Geffrey Davis, költő[89]
- George Oppen, Pulitzer-díjas költő[90]
- Harley Jessup, látványtervező[91]
- John Brotherton, színész[92]
- Jonathan Smith, amerikaifutball-edző[93]
- Kevin Hagen, színész[94]
- Laurie Roth, rádiós műsorvezető[95]
- Lisa Jackson, író[96]
- Mary Carlin Yates, külügyi tiszt[97]
- Mary Oppen, költő[98]
- Paulina Peavy, szürrealista művész[99]
- Pinto Colvig, szinkronszínész[100]
- Sarah Kennedy, humorista, színész[101]
- Susan Castillo, szenátor[102]
- Susan Masten, az Amerikai Őslakosok Országos Kongresszusának elnöke[103]
- Tala Madani, festőművész[104]
- Travis Rush, producer, a Reperio Health alapítója[105]
- Trent Bray, amerikaifutball-edző[106]
- Webley Edwards, újságíró[107]

### Oktatók
- Bernard Malamud, író[108]
- Dana Reason, zeneszerző[109]
- Ed McClanahan, író[110]
- Elena Passarello, író[111]
- Jon Franklin, újságíró[112]
- Joseph Millar, költő[113]
- Kathleen Dean Moore, filozófus[114]
- Marcus Borg, teológus[115]
- Tom McCall, Oregon kormányzója[116]
- Willi Unsoeld, az első amerikai Csomolungma-expedíció tagja[117]
- William Appleman Williams, író[118]

## Fordítás
- Ez a szócikk részben vagy egészben  az   Oregon State University College of Liberal Arts című angol Wikipédia-szócikk ezen változatának fordításán alapul.  Az eredeti cikk szerkesztőit annak laptörténete sorolja fel. Ez a jelzés csupán a megfogalmazás eredetét és a szerzői jogokat jelzi, nem szolgál a cikkben szereplő információk forrásmegjelöléseként.